# Karl-Heinz Oberfranz
Karl-Heinz Oberfranz (* 23. Dezember 1951 in Bad Doberan) ist ein ehemaliger Radsportler aus der DDR, der überwiegend als Straßenradsportler aktiv war.

## Sportliche Laufbahn
1968 begann Oberfranz bei der BSG Lok Bad Doberan mit dem Radsport. 1969 wechselte er zum TSC Berlin und wurde dort von Bernd Barleben trainiert. Er konnte 1969 die DDR-Meisterschaft der Jugend im Straßenrennen gewinnen und siegte auch bei der im Herbst 1970 zum ersten Mal ausgetragenen Internationalen Sternfahrt der Junioren, die bis 1989 vom Radsportverband der DDR ausgerichtet wurde. Bei den DDR-Rundfahrten 1971 und 1972 (ein Etappensieg) gewann er jeweils die Wertung für den besten Nachwuchsfahrer. Seine beste Platzierung bei dieser Rundfahrt war 1973 der 13. Platz. 1972 startete er bei der Internationalen Friedensfahrt, gewann die 5. Etappe von Erfurt nach Gera und wurde 12. im Endklassement. Dieser Etappensieg wurde hautnah von Olaf Ludwig am Straßenrand beobachtet, der sich daraufhin entschloss, sofort Radsportler zu werden und sich später immer wieder zu diesem Anstoß als Beginn seiner Laufbahn bekannte. 1971 erreichte Karl-Heinz Oberfranz mit dem TSC Berlin den dritten Platz bei der DDR-Meisterschaft im Mannschaftszeitfahren. Karl-Heinz Oberfranz startete 1972 bei den Olympischen Sommerspielen in München im olympischen Straßenrennen und belegte den 30. Platz. 1972 siegte er im Auswahlrennen Rund um Langenau.
1973 im Frühjahr beendete er sehr früh unter bis heute nicht bekannten Umständen seine Laufbahn, nachdem er noch die Winterbahnsaison in der Berliner Werner-Seelenbinder-Halle bestritten hatte und auch in die Leistungsklasse der DDR-Straßenfahrer für die Saison 1973 eingeteilt worden war.

## Berufliches
Karl-Heinz Oberfranz absolvierte eine Ausbildung zum Betriebsschlosser.